# Walter Klefisch
Walter Klefisch (Keulen, 3 oktober 1910 – ?, 2006) was een Duitse componist, pianist en schrijver.

## Levensloop
Klefisch studeerde in München, Koningsbergen en in Berlijn. In 1936 voltooide hij zijn studies aan de Universiteit van Keulen en promoveerde tot Dr. Phil.. Hij vertaalde brieven van Georges Bizet en Gioacchino Rossini in het Duits en publiceerde portretten van componisten. Daarnaast werkte hij ook als componist en schreef werken voor verschillende genres.

## Composities

### Werken voor orkest
- 1932: - Rheinische Orchestersuite nr. 1, voor orkest
- 1964: - Rondo über ein savoyardisches Volkslied, voor strijkorkest
- - Indianische Rhapsodie, voor groot orkest, op. 32
- - Rheinische Orchestersuite nr. 3, voor orkest
- - Turandot, symfonische dans voor groot orkest, op. 17

### Werken voor harmonieorkest
- 1975: - Spanisches Capriccio, voor harmonieorkest - bewerkt door Sepp Tanzer
- 1979: - Bärentanz, voor harmonieorkest - bewerkt door Sepp Tanzer
- 1979: - Trauermusik, voor harmonieorkest - bewerkt door Adi Rinner

### Muziektheater

#### Opera
| Voltooid in | titel          | aktes  | première | libretto         |
| ----------- | -------------- | ------ | -------- | ---------------- |
| 1955        | Don Po         | 1 akte |          |                  |
|             | Napoli, op. 20 | 1 akte |          | Joh. W. Klefisch |

#### Zangspel
| Voltooid in | titel                        | aktes | première | libretto                   |
| ----------- | ---------------------------- | ----- | -------- | -------------------------- |
|             | Arzt in Liebessachen, op. 27 |       |          | Oskar Seidat, naar Molière |

#### Ballet
| Voltooid in | titel                                                                                              | aktes | première | libretto                 | choreografie |
| ----------- | -------------------------------------------------------------------------------------------------- | ----- | -------- | ------------------------ | ------------ |
|             | Der Liebesbrief - vrolijke ballet-pantomime naar schilderijen en figuren van Carl Spitzweg, op. 12 |       |          | Hanni Klefisch-Kirchhoff |              |

#### Toneelmuziek
- 1956: - Die neugierigen Frauen, komedie in 3 bedrijven - tekst: Carlo Goldoni

### Vocale muziek

#### Cantates
- 1979: - Seht, wie die Sonne lacht, cantate met liederen uit Joegoslavië voor tenor, mannenkoor en piano
- 1980: - Kantate über beliebte Flüssigkeiten Bier, Bier, nur Bier!, cantate voor vierstemmig mannenkoor a capella

#### Werken voor koor
- 1957: - Dä Geissestätz "Et logʹ ner Geiß ens schwer om Hätz", Oud-Keulens carnavalslied - tekst: Wilhelm Räderscheidt
- 1957: - Schusterjungen-Polka "Mer setzen bovven ungerm Daach", Oud-Keulens carnavalslied - tekst: Carl Wirts
- 1961: - Auf zum Tanz im Lichterglanz nun auf zum Tanz!, Ländler voor vierstemmig mannenkoor - tekst: Ludwig Schuster
- 1961: - Sahst du ein Glück vorübergehn?, voor vierstemmig mannenkoor - tekst: Nikolaus Lenau
- 1963: - Der weiße Schmetterling dom, la, la, ein schöner weißer Schmetterling ..., voor vierstemmig mannenkoor
- 1963: - Gebet "O wie mich bedrücken!", voor vierstemmig mannenkoor
- 1965: - Ich und du wir träumten voneinander, voor vierstemmig mannenkoor - tekst: Friedrich Hebbel
- 1965: - Der alte Förster Püsterich der alte Förster Püsterich, der ging ..., voor vierstemmig mannenkoor - tekst: Wilhelm Busch
- 1966: - Abendlied Bom-lalala, die Sonne sinkt, lied uit Aragón voor gemengd koor
- 1966: - Der Esel ia, ia, es stand vor seines Hauses Tor, voor vierstemmig mannenkoor - tekst: Wilhelm Busch
- 1967: - Arriba España! Nr. 2. Erntelied "Das Tamburin ich schlage", lied uit Asturië voor vierstemmig mannenkoor
- 1967: - Fastnachtslied "La, la, lala, vallera, Fastenacht im Rhingken ...", carnavalslied voor vierstemmig mannenkoor
- 1967: - Roter Wein und blaues Meer trala, lalalalala, feurige Liebe, roter Wein ..., Paso doble voor vierstemmig mannenkoor
- 1967: - Trinklied dum, da, da, didel, didel, dum, dada. volle Gläser wir jetzt leeren, lied uit de Dolomieten voor vierstemmig mannenkoor
- 1967: - Wanderlied durch grüne Felder singend zu wandern ..., lied uit de Dolomieten voor vierstemmig mannenkoor
- 1968: - Die Cucaracha die Küchenfee "Rumba, ba, alle Männer kennen Mädchen", voor gemengd koor, gitaar en castagnetten
- 1968: - Schäfers Tanzlied der Schäfer putzte sich zum Tanz, voor vierstemmig mannenkoor - tekst: Johann Wolfgang von Goethe
- 1970: - Der blühende Zitronenbaum "Bong, la, la, einsam steht und schön", lied uit Griekenland voor vierstemmig mannenkoor
- 1970: - Die schöne Lola, Spaanse Habanera vanuit Biskaje voor mannenkoor
- 1970: - Mlada Aga seht, wie die Sonne lacht!, voor gemengd koor
- 1970: - Salzburger Glockenjodler bim, bam, bim, bam, lied uit het Oostenrijkse Ennstal voor vierstemmig mannenkoor
- 1970: - Spanisches Wiegenlied, volkslied uit Estremadura voor gemengd koor
- 1971: - Mary Ann tam tata ta, o, lebe wohl!, lied uit Canada voor vierstemmig mannenkoor
- 1972: - Fliege, Spinnʹ und Frosch es qua-qua-qua-qua-qua-qua-quakte im Wasser, voor driestemmig vrouwenkoor
- 1973: - Kapuzinertanz "Auf, tanzet Kapuziner!", lied uit Frankrijk voor vierstemmig mannenkoor
- 1974: - Frühlingslied "O sieh, wie rings der Lenz sich regt", voor gemengd koor - tekst: Karl Preisendanz
- 1974: - Wiegenlied, voor gemengd koor a capella (of met begeleiding door piano of harp) - tekst: van de componist
- 1975: - Erfolgreiches Ständchen, voor vierstemmig mannenkoor
- 1975: - Tehuras Liebesklage (aus Noa-Noa von Paul Gauguin), voor gemengd koor - tekst: Duitse vertaling door Herbert Eulenberg
- 1978: - Der Dudelsack, voor vrouwenkoor (of mannenkoor)
- 1979: - Lasset uns singen, lied uit Tahiti voor driestemmig vrouwenkoor en gitaar
- 1979: - Südamerikanische Chor-Suite Nr. 1: Gelbe Sonne wird rot, voor gemengd koor en piano
- 1979: - Südamerikanische Chor-Suite Nr. 2: Das ist ja zum Lachen, voor gemengd koor en piano
- 1979: - Südamerikanische Chor-Suite Nr. 3: Tanz am Manzanares, voor gemengd koor en piano
- 1980: - Meine Liebste ist die Schönste, lied uit Roemenië voor vierstemmig mannenkoor
- 1981: - Gatalumba, lied uit Andalusië voor gemengd koor, gitaar en contrabas
- 1981: - Rosenrot blüht der Mandelbaum, voor mannenkoor a capella
- 1984: - Venezianische Barkarole, voor vierstemmig mannenkoor
- 1987: - Der weiße Mond, voor vrouwenkoor
- 1989: - Ein Jäger jagt ein wildes Schwein, voor vierstemmig mannenkoor a capella
- 1990: - Sardisches Liebeslied, lied uit Sardinië voor gemengd koor
- 1990: - Wer hat schon Schön'res gesehn, Russisch lied voor gemengd koor
- 1991: - Der Esel und das Ei, Spaans lied uit Murcia voor drie gelijke stemmen
- 1991: - Spinnerinnenlied, Spaans lied voor drie gelijke stemmen
- 1992: - Begegnung an der Quelle, lied uit Andalusië voor tweestemmig vrouwenkoor en 2 gitaren ad libitum
- 1999: - Wie ist das Leben schön!, lied uit Tahiti voor vierstemmig gemengd koor

#### Liederen
- 1953: - In der Nacht, wenn alle Sterne glühʹn, voor zangstem en piano - tekst: Frank Wilms

### Kamermuziek
- 1971: - Sechs brasilianische Volkstänze, voor 3 blokfluiten
- 1972: - Zehn Stücke, voor 2 sopraanblokfluiten
- 1973: - Sieben Volkstänze von Mallorca, voor 2 blokfluiten en gitaar
- 1978: - Divertimento, voor 3 klarinetten
- - Rondo über ein savoyardisches Volkslied, voor strijkkwartet
- - "Liebeswalzer" en "Ständchen" uit het ballet "Der Liebesbrief", voor zes blazers

## Publicaties
- Arcadelt als Madrigalist. Ein Beitrag zur Geschichte der weltlichen Vokalmusik der Renaissance in Italien (Musica reservta), Dissertation Universiteit van Keulen, Keulen, Buchdruckerei Orthen, 1938. 127 p.
- Gioacchino Rossini - Ausgewählte Briefe (met biografische schetsen van Joseph Marx), Berlin, P. Zsolnay, 1947. 201 p. - Vertaling in het Duits door Walter Klefisch
- Georges Bizet : Briefe aus Rom 1857-1860, Hamburg: Hoffmann und Campe, 1949. 180 p. - Vertaling in het Duits door Walter Klefisch
- Lorenzo Da Ponte da Ceneda: Mein abenteuerliches Leben : die Memoiren des Mozart-Librettisten; mit einem Essay "Zum Verständnis des Werkes" u. einer Bibliographie, Reinbek bei Hamburg: Rowohlt, 1960. 263 p.
- Memoiren eines Menschenflohs, Köln: Klefisch-Verlag, 1983. 79 p.
- Fülle der Welt - Gedichte, Köln: Klefisch-Verlag, 1984. 61 p.
- Tagebuch eines alten Esels, Köln: Klefisch-Verlag, 1987. 127 p.
- Komponistenporträts, Köln: Klefisch-Verlag, 1992. 111 p.
- Die Natur als Künstlerin, Köln, Frankfurter Strasse 12: W. Klefisch, 1995. 33 p.
- Erstaunliches - ein Buch für die ganze Familie, Egelsbach; Frankfurt a.M.; München; New York: Fouqué-Literaturverlag, 2001. 93 S., ISBN 978-3-826-74914-8